# 阪神8000系電車
阪神8000系電車（はんしん8000けいでんしゃ）は、阪神電気鉄道（阪神）が1984年に導入した優等列車用の電車である。急行・特急運用が主体であるため、急行形車両に分類されることがある。
なお、本項では解説の便宜上、大阪梅田方先頭車の車両番号 + F（Formation = 編成の略）を編成名として記述する（例：8201以下6両編成 = 8201F）。

## 概要
武庫川線の武庫川団地前駅への延伸に伴う輸送力増強と老朽化した初期高性能車置き換えのため、1984年（昭和59年）から1995年（平成7年）にかけて6両編成×21本の126両が武庫川車両工業において製造された。その後、阪神・淡路大震災で被災廃車された補充分として3両が1996年（平成8年）に武庫川車両工業で追加新造された。このため、総製造数は129両だが全車が同時に在籍したことはない。
阪神の新造車で初の界磁チョッパ制御を採用した急行用車両で、阪神初の6両固定編成となった。
2017年4月1日時点では6両編成19本114両が在籍しており、この両数は阪神の同一系列では最多となっている。
後述する仕様変更を繰り返して長年増備されたことから、1980年代から1990年代にかけての時期における阪神の「顔」となる形式となった。

### 導入の経緯
1980年代前半の阪神の急行系車両は、他社に先んじて冷房改造は完了していたものの、3011形のロングシート化改造車3561・3061形、「赤胴車」の第1号3301形・3501形、複電圧車3601・3701形の電機子チョッパ制御化改造車7601・7701形など、初期の高性能車の老朽化が進行していた。1983年までに増備された5131形・5331形によって5231形を置き換えた結果、普通系車両の100%冷房化を達成したことから、更新が一段落した普通系車両に続いて、今度は急行系車両に新車を投入してこれらの在来の初期高性能車を置き換えることとなった。
1984年に武庫川線が洲先駅から武庫川団地前駅まで延長されることになり、延長を機に従来の3301形単行を7861・7961形2連に置き換えることとなった。当時7861形は阪神本線や西大阪線（現・阪神なんば線）で幅広く使用されていたことから、新車を投入して捻出することとなった。
この時期にはおもな優等列車運用が6連となっていたことや、電機子チョッパ制御に比べると構造が簡単で加減速の少ない優等列車でも省エネルギー効果が高い界磁チョッパ制御の技術が確立されていたことから、1983年に改造が開始された3000系に続き、界磁チョッパを本格的に採用した新造車として8000系が登場した。

## 車両概説
本系列は長期にわたって増備され形態が大きく異なるため詳細は後述し、共通項目について述べる。

### 構造
車体は普通鋼製で、従来車同様の19m3扉車体だが、阪神では初の6両貫通編成となり、Tc - M - Mの3両ユニットを2組連結した6連を組成する。末尾の車両番号が奇数のユニットが大阪方、大阪方の3両にそれぞれ1を足した偶数のユニットが神戸方になる。
形式はともに先頭の制御車 (Tc) が8201形、中間電動車が8001形 (M) 、8101形 (M) で、座席はロングシートである。

### 主要機器
制御装置は回生・抑速ブレーキ付きの界磁チョッパ制御で、3000系の三菱電機製に対して8000系では東芝製が採用された。ブレーキ装置は、阪神で初めて全電気指令式電空併用抑速付のMBSAが採用された。補助電源装置も阪神では初めて静止形インバータ (SIV) が採用されている。
8001形は補助電源装置として奇数車にBS438F（東芝製）を、偶数車にNC-DAT110A（三菱電機製）を搭載した。8101形には界磁チョッパ制御装置の東芝製BS-1403-Aを搭載、8201形には空気圧縮機のC-2000-L（LA）を1基搭載する。
台車はSUミンデン台車が採用された。8201FはFS-390A（電動）・FS-090A（付随）を、それ以外の編成はFS-525（電動）・FS-025（付随）をそれぞれ装着している。主電動機は複巻式出力110kWの東洋電機製造製TDK-8170-Aを各電動車に4基搭載した。
屋根上には冷房装置と中間電動車の奇数車では大阪方、偶数車では神戸方に下枠交差式パンタグラフを1基搭載している。
連結器はユニット端部になる両先頭車の前面にバンドン式密着連結器を、8101形奇数車の神戸方、偶数車の大阪方には廻り子式密着連結器を装備し、その他は半永久式密着連結器を取り付けている。8101形奇数車の神戸方、偶数車の大阪方は工場入場時の構内入換に考慮して簡易運転台を取り付けている。

## 形態分類
8000系は3回のモデルチェンジを行い、内装をはじめ台車や搭載機器なども増備毎に変化している。このため、外観上の視点から本系列はタイプI（第1次車）、タイプII（第2 - 第4次車）、タイプIII（第5 - 第12次車）、タイプIV（第13 - 第21次車）の4タイプに分類することができ、趣味誌上などでもこの区分で紹介されることが多いことから、本項においても4タイプに形態分類のうえ紹介する。
この項では、当初製造された21編成126両（8201F・8211F - 8249F）について紹介する。震災による廃車の代替車両については後述する。
| 分類      | 編成          | 本数 | 製造年          | 次数        |
| --------- | ------------- | ---- | --------------- | ----------- |
| タイプI   | 8201F         | 1本  | 1984年          | 1次車       |
| タイプII  | 8211F - 8215F | 3本  | 1984年 - 1986年 | 2 - 4次車   |
| タイプIII | 8217F - 8231F | 8本  | 1986年 - 1990年 | 5 - 12次車  |
| タイプIV  | 8233F - 8249F | 9本  | 1991年 - 1995年 | 13 - 21次車 |

### タイプI

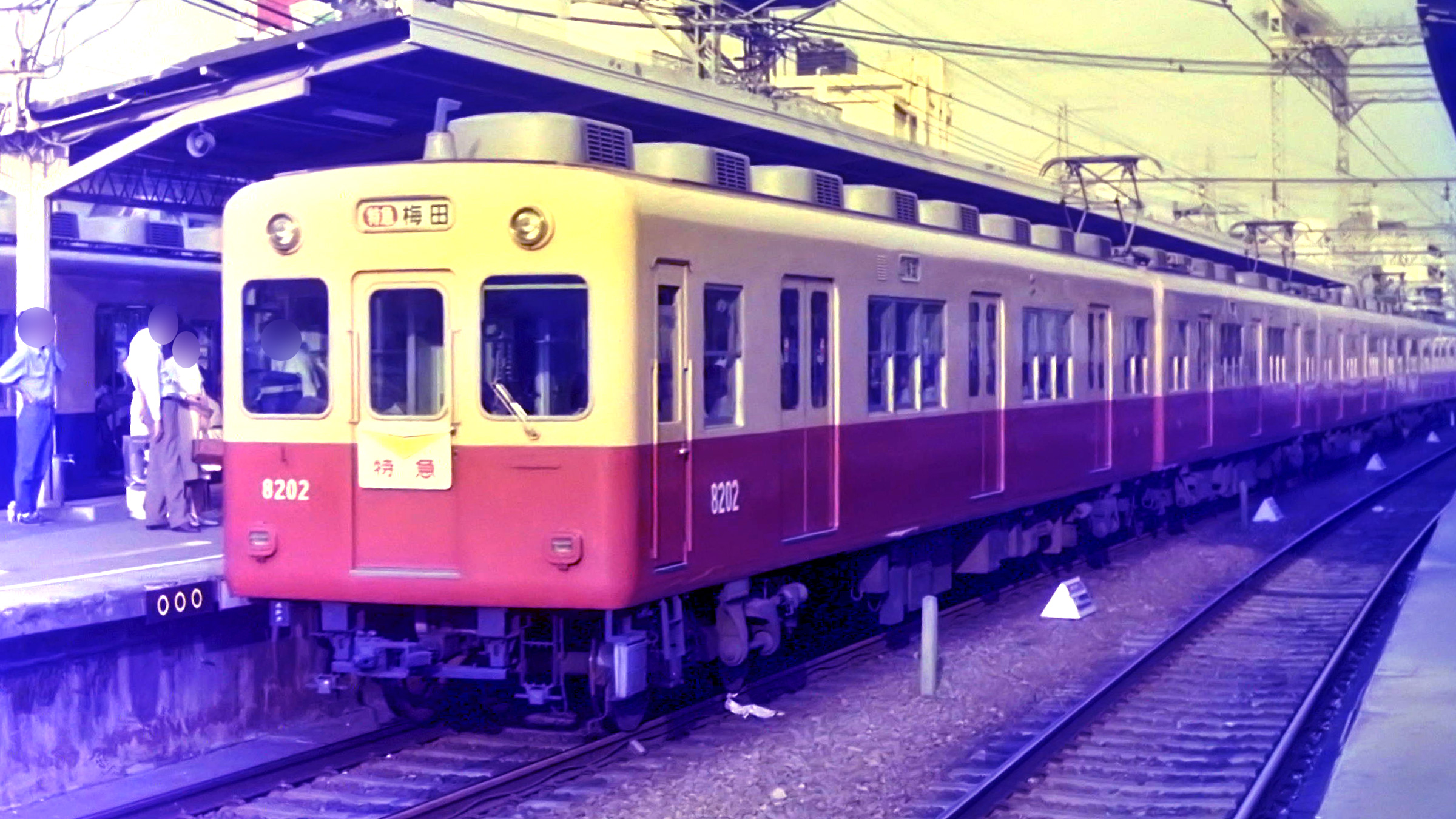
8201 1985年西宮駅(地上駅時代)

武庫川線延伸に伴う本線運用車両の不足を補うため、1984年に6両編成1本が製造された。従来車の3801・3901形と外観上の大きな変化はなく、側窓は銀色アルミサッシのユニット式二段窓が並び、先頭形状は丸みを帯びた3面折妻で前照灯が左右の窓上に配された。塗装も当時の急行系車両の標準であるクリームと朱色の「赤胴車」塗装が踏襲された。
車内も従来車と同じく天井がアイボリー系、壁面の化粧板は薄緑の格子柄の配色である。
固定編成とされたことから、先頭部の貫通幌や渡り板、ジャンパ栓受けなどが廃止され、貫通扉を張り出した平面的な前面となった。3801・3901形や5001形と比べて車体寸法が若干変更されており、行先表示器上部の張り出しが無くなっている。台枠の構造などの改良によって、構体重量が従来車に比べて1t程度軽量化された。
冷房装置は阪神標準の分散式MAU-13Hを先頭車に7基、中間車に6基搭載しているが、圧縮機は従来のレシプロ式から低騒音・省エネルギー対応のロータリー式に変更された。中間車では奇数車の神戸方と偶数車の大阪方にパンタグラフを増設できるよう、その部分のスペースを空けた形で冷房装置を配置した。
台車は住友金属工業製FS-390A, FS-090Aである。3801・3901形が装着していたS型ミンデン台車のFS-390, FS-090の軸箱支持部を弾性板ばね式のSUミンデンとしたものである。
2編成目以降の増備車では車体を大幅にモデルチェンジしたため、この形態の8000系は1本のみの製造となった。

### タイプII

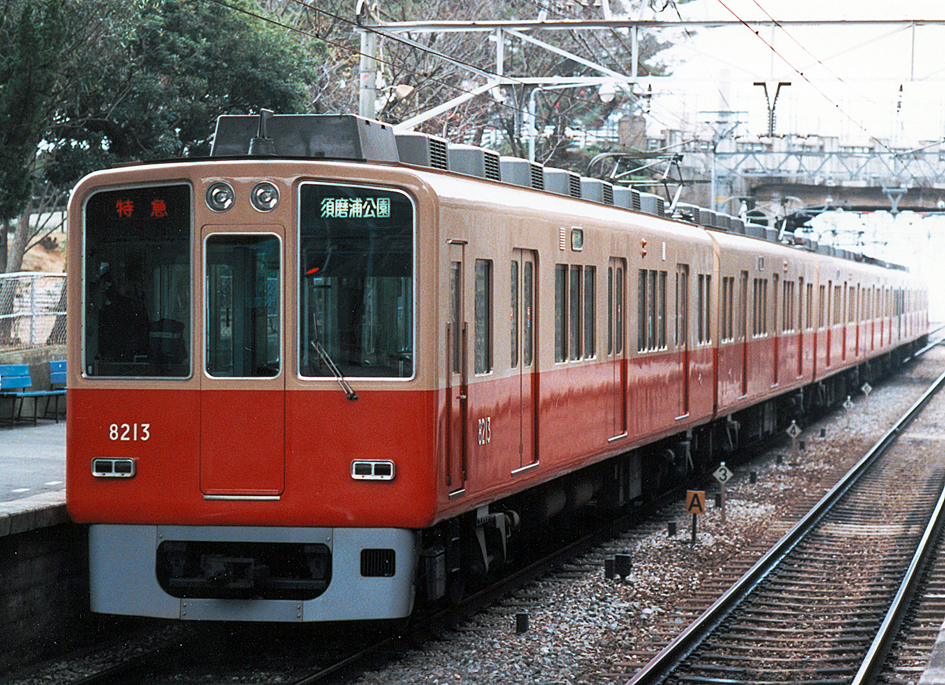
8213 1987年 須磨浦公園駅

1985年4月に竣工した第2編成は、初期高性能車の3061・3561形の代替を目的に製造された。この編成以降のグループは、車体の大幅なモデルチェンジが行われた。
先頭部は窓周りが縁取られた「額縁」スタイルとなり、側窓は各窓が独立した一段下降式となった。サッシ部分をユニット式として構体から独立させ、窓開口部からサッシ内に入り込んだ雨水を完全に排水できるようにするなど、雨水による車体腐食対策に留意した設計となった。
前面窓は上方に拡大され、窓の内側に列車種別、行先表示装置を左右に分割して設置された。貫通扉は車体とフラットとなり、幅が狭くなった。前照灯は丸型2灯を貫通扉上部に設置、尾灯と通過標識灯は従来のフィルタ切換式から横長2灯のケーシングとしたものを腰部に配置した。
冷房装置はタイプIと同一のMAU-13Hであるが、先頭車最前部の装置のみCU-10Hに変更され、乗務員室も冷房化された。パンタグラフを含めた屋根上の機器配置に変更はない。
台車はFS-390A, FS-090Aと同じSUミンデン台車であるが、形式名がFS-525, FS-025に変更された。
内装も大きくモデルチェンジされ、化粧板は従来の薄緑の格子柄からベージュ系のドット模様となった。客用扉も従来の塗装仕上げから化粧板仕上げとなり、窓が若干拡大された。天井の化粧板は白からアイボリーホワイトとなり、床板と吊り手は緑系からグレー系に変更されている。この他にも座席脇のスタンションポールが廃止されたほか、客室貫通扉もガラスが下方に拡大された。
座席のモケットの色はエンジ色で変わりはないが、配色の大幅変更とスタンションポールの撤去、客室貫通扉の拡大によってシャープで軽快なイメージの車内となった。また、ラインデリアが改良され、従来の車両よりも作動音が低減されている。
車体下部には阪神初の排障器（スカート）が取り付けられた。スカートは将来の連結器交換を考慮して、3分割が可能なようボルトで止められていた。
8211Fのみ手歯止め（ハンドスコッチ）を運転台左側の窓下に搭載したことから、8211・8212のみスカート左側に手歯止収納用のふたが設けられていたが、8213以降では従来車同様乗務員室扉下となった。8211Fも後年になって他編成同様の格納位置に変更されている。
大幅なモデルチェンジが行われたため、車両番号も番台区分が行われ11からの付番となった。このグループ以降の本系列の編成は8201Fと区別する目的で新8000系や8011系、あるいは8011形と呼ばれることがある。
このグループは3編成18両が製造された。8215Fでは試験的に座席の袖仕切りの形状が変更され、客室貫通扉にドアチェックが装備されたり、正面貫通扉の窓にデフロスタが追加されるなどマイナーチェンジが施されている。

### タイプIII

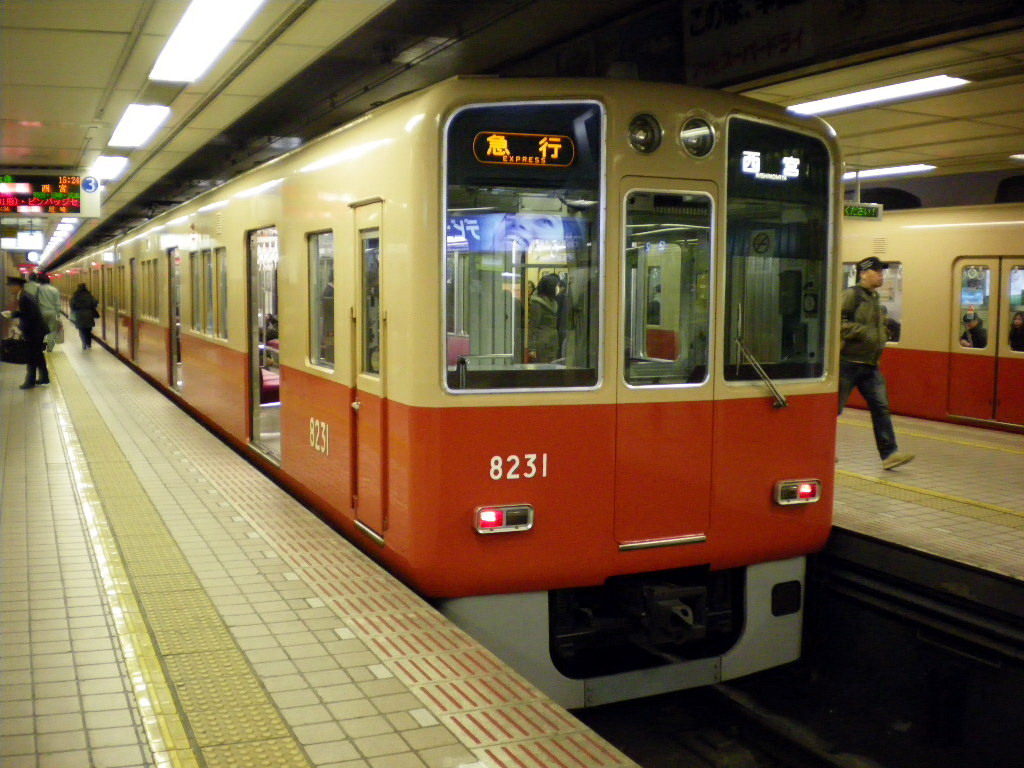
リニューアル前の8231号車（タイプⅢ）

1986年から1990年にかけて登場したグループで、空調方式が変更された。
冷房装置は阪神初の集約分散式が採用され、CU-198を1両あたり4台搭載した。これによって天井の見付が大幅に変更され、冷風の吹き出し口が従来の天井から突出していたのとは異なり、室内灯脇に設けられた連続したものが取り付けられ、天井中央には補助送風機のラインデリアと整風金具が取り付けられた。この変化に対応して冷房ダクトが変わったことから車体断面が変更になり、車体高さが約5cm高くなった。
前面意匠はタイプⅡを継承しているが、車体高さに合わせて左右の前面ガラスが若干拡大されており、前照灯と前面幕の位置はタイプⅡと同じであるため、前照灯と前面幕がタイプIIと比べて下寄りに配置されているように見える。このほか、パンタグラフの搭載位置も変更され、車端部に搭載されるようになったほか、パンタグラフ1基でも回生ブレーキ作動時の集電に離線などの問題がなかったことから、タイプIIまでのようにパンタグラフの追加搭載スペースは確保されなかった。
これ以外の内外装および装備機器に大きな変更はないが、8217 - 8220の台車は3801形3901Fの廃車発生品および3904の7890への電装改造時に発生したFS-090を装着する。このグループも増備を重ねるごとに細部の改良が行われ、のちの編成に継承されていった。編成ごとの変更点は以下のとおり。
- 8221Fでは、車内放送装置に自動ボリューム調整機能が付加され、車掌台の放送装置から調整つまみが除去された[24]。
- 8223Fでは、吊り手のさやが丸みの多いものに変更された[24]。
- 8225Fでは、客用ドアの開閉装置が1シリンダ連動式のY2-1Aに変更された[24]。従来の開閉装置よりシリンダ力が大きくなったことから、係員への注意喚起のためにクッションゴムが従来の灰色から黒色となった[24]。
- 8227Fでは、行先表示器および種別表示器の字幕が英字表記入りのものになった[24]。
- 8231Fでは、続くタイプIVでのモデルチェンジを控えて、室内灯カバーをワンタッチで開閉できるものにしたほか、車内のアルミ部分を薄黄色の着色アルミとした[24]。

なお、1989年1月7日に竣工した8223 - 8023 - 8123の3両は、阪神唯一の昭和64年製の車両である。

### タイプIV

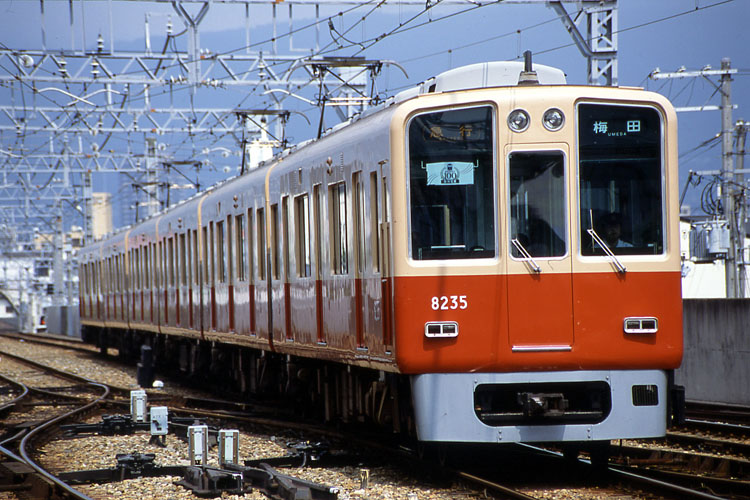
8235（タイプIV）
2005年7月 甲子園駅

1991年に登場した8233Fでは、タイプII以来の内外装のモデルチェンジが行われた。この変更に際して近畿車輛のスタッフも加わって検討が行われた。
内装デザインの一新と側窓の拡大が主眼となり、側窓の窓柱が従来車の110mmから67mmへと細くされ、黒色となり連続窓風の外観となった。窓サイズも拡大され、これに伴って構体設計も見直された。先頭車の前にある貫通扉の窓にもワイパーが装着されたほか、塗色の塗り分け線が若干下げられている。側面の種別・行先表示幕や妻面窓のHゴムが廃止され、妻面窓が大型化されている。
また、このタイプの設計時には車体塗色の変更も検討され、8233に3種類の試験塗装が行われた。このうちの一案が基本となって、のちに製造した5500系の塗装として実現した。
車内では座席が阪神初のバケットシートに変更され、モケットの地色もピンク色に変更された。床材は中央部ベージュ、両座席側が茶色としてフットラインを表した。同時にシートの袖仕切り形状も変更されて、仕切りを取り付けて、その上にポールを延長する形でスタンションポールが復活したが、従前のように天井まで達するものではない。
ドア上には阪神初のLED式車内案内表示装置が設置された。設置場所は1両あたり山側2か所、海側1か所となった。
編成ごとの変更は以下のとおり。タイプIVにおける変更点は、5500系およびそれ以降に登場した9000系・9300系の各系列にリファインされた形で継承されていった。
- 8237Fでは、車内の化粧板がベージュ系ながらも従来のドット模様から砂目模様に変更された[26]。
- 8241Fからは、車内車両番号プレートのエッチング化、禁煙表示のピクトグラム化が行われた[30]。バリアフリー対応として中間車の元町方（西側）に車椅子スペースが設置され、その部分の側窓が固定式となった[30]。

なお、8249Fの大阪方ユニット3両（8249-8049-8149）が竣工した時点で阪神・淡路大震災が発生しており、残る神戸方ユニット3両（8150-8050-8250）は震災後の1995年3月に竣工している。

## 阪神・淡路大震災

### 被災状況

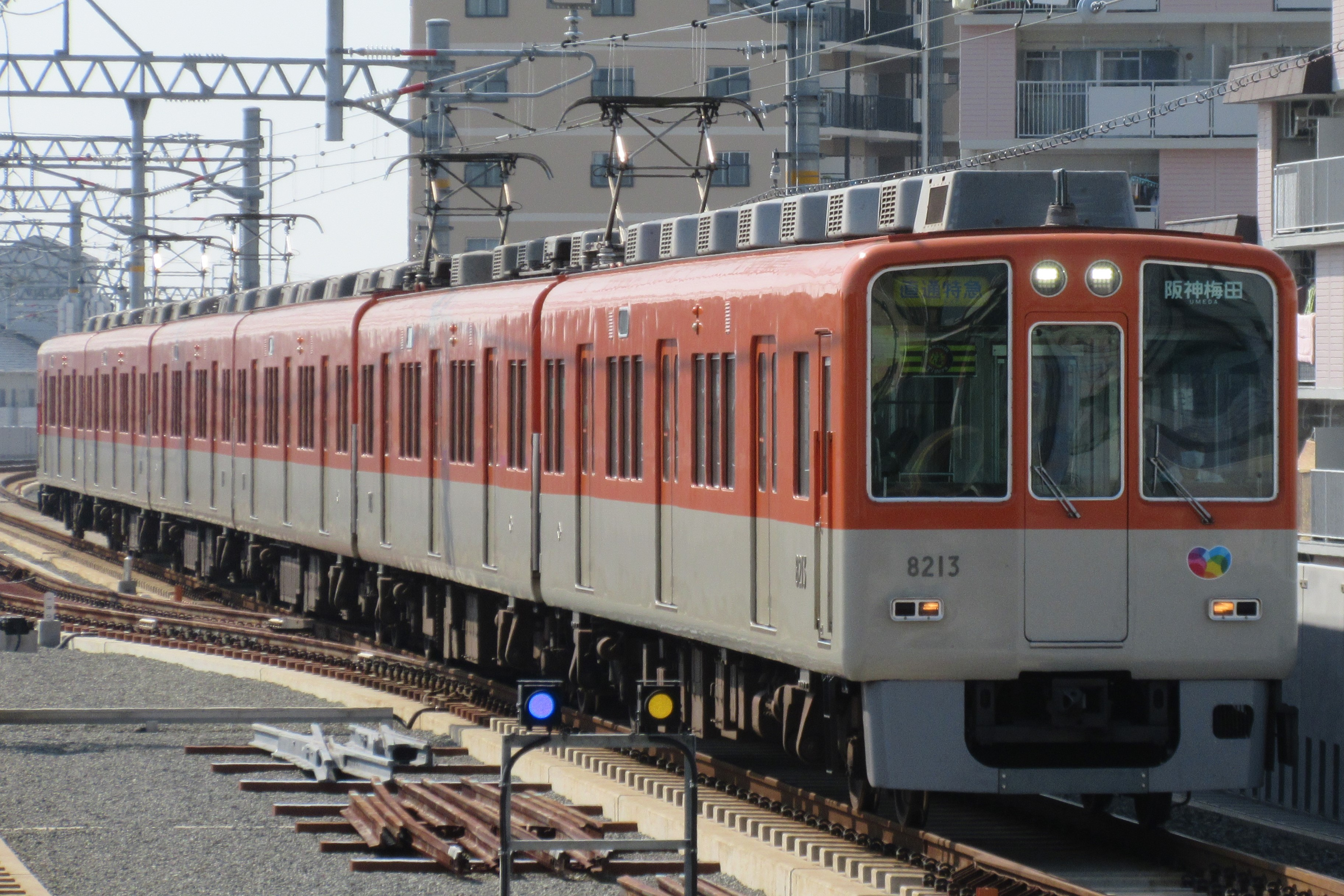
8213F、神戸・姫路方4両は旧8217F

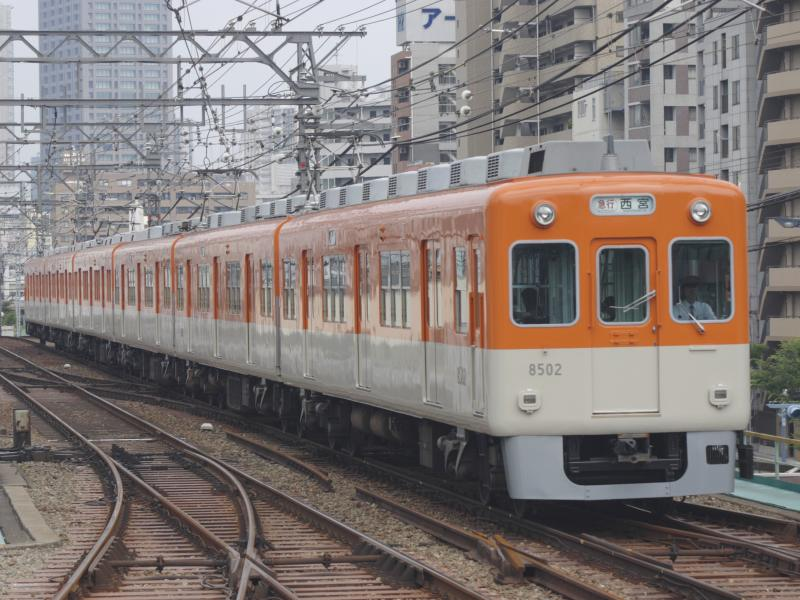
8502、旧8201の方転改番車

1995年1月17日に発生した兵庫県南部地震（阪神・淡路大震災）により、8000系は当時の在籍車両数6両編成20本+3両の123両のうち半数以上にあたる11編成66両が被災した。被災編成と被災箇所は以下のとおり。

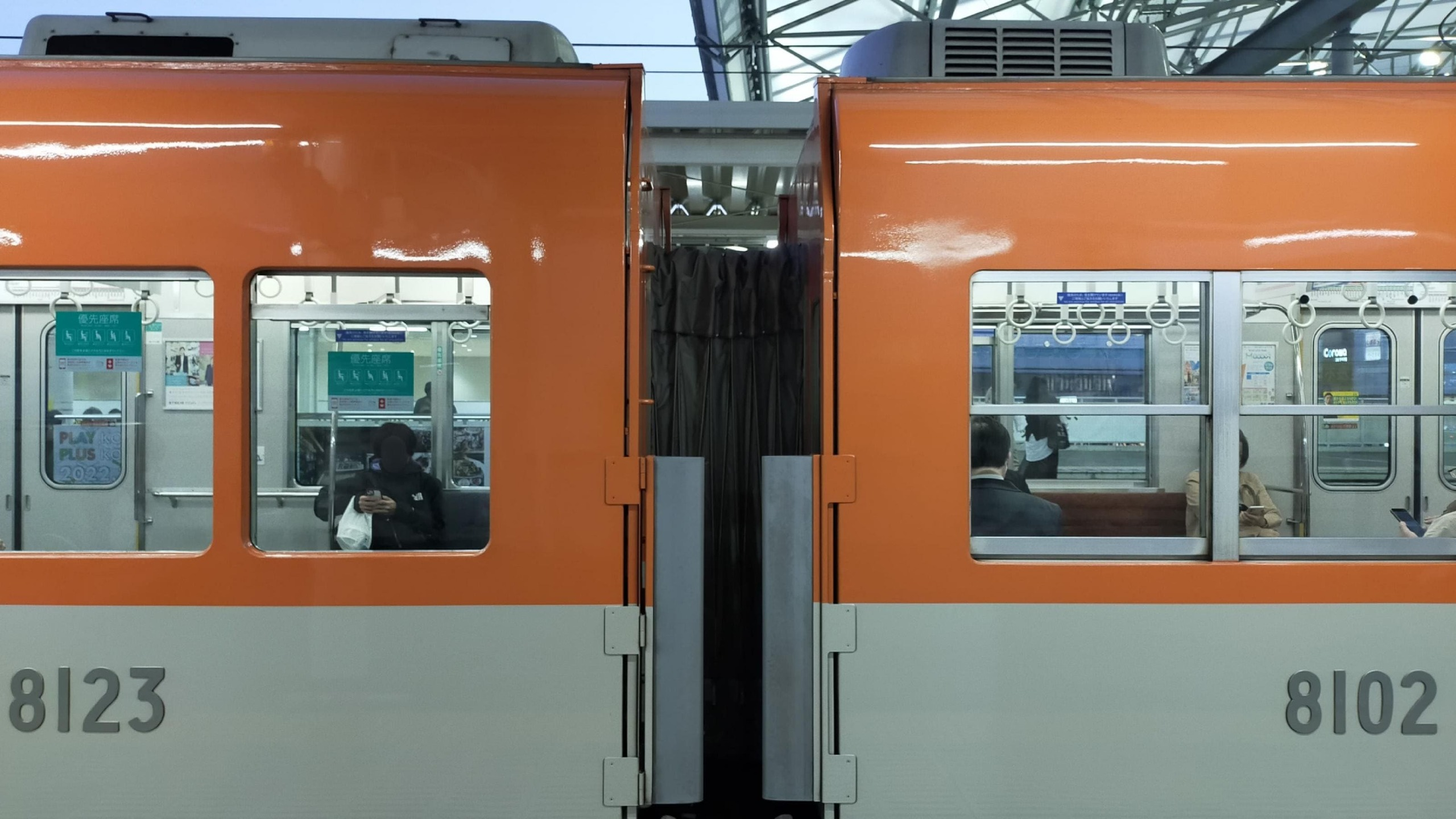
8502F、タイプⅢの8123とタイプⅠの8102の連結部

| 編成  | 被災場所         | 被災状況 | 処遇             |
| ----- | ---------------- | -------- | ---------------- |
| 8201F | 石屋川車庫10番線 | 脱線     | 3両廃車、3両復旧 |
| 8213F | 御影留置線21A線  | 脱線転覆 | 3両廃車、3両復旧 |
| 8215F | 御影留置線22C線  | 脱線     | 全車復旧         |
| 8217F | 石屋川車庫1番線  | 脱線     | 2両廃車、4両復旧 |
| 8219F | 御影留置線22B線  | 脱線     | 全車復旧         |
| 8221F | 石屋川車庫8番線  | 脱線     | 1両廃車、5両復旧 |
| 8223F | 石屋川車庫13番線 | 脱線     | 4両廃車、2両復旧 |
| 8225F | 御影留置線22D線  | 脱線     | 全車復旧         |
| 8231F | 御影留置線22A線  | 脱線     | 全車復旧         |
| 8235F | 御影留置線21A線  | 脱線転覆 | 2両廃車、4両復旧 |
| 8239F | 御影留置線21B線  | 脱線     | 全車復旧         |

### 被災後の経過
被災箇所およびその後の経過については以下のとおり。
8201F
大阪市西淀川区に設けられた仮設の被災車両置き場に搬出後、8202が3月31日付で、8001・8101が7月6日付で廃車。8102・8002・8201は9月7日付で復旧、同時に8201を方向転換のうえ8502に改番し、新8523Fの神戸方に組み込み（詳細は後述）。
8213F
脱線復旧後、青木駅 - 御影駅間の復旧に先立ち尼崎車庫に収容、8113・8014が3月31日付で、8114が7月6日付で廃車。8214は8222の代わりに8221Fに組み込まれて6月15日付で、8213と8013は8117を組み込んで6月28日復旧。8118 - 8018 - 8218を繋いで新8213Fを組成。
8215F
尼崎車庫に収容、3月3日復旧。
8217F
被災車両置き場搬出後、8217・8017が3月31日付で廃車、8118・8018・8218が6月21日付で、8117が6月28日付で復旧、前述のとおり8213 - 8013 - 8117 - 8118 - 8018 - 8218で新8213Fを組成。
8219F
尼崎車庫に収容、8120 - 8020 - 8220が3月22日付で、8219 - 8019 - 8119は4月21日付で復旧。
8221F
被災車両置き場搬出後、8222が7月6日付で廃車。8221 - 8021 - 8121が6月15日付で、8122 - 8022が8214を組み込み6月15日付で復旧。新8221Fを組成。
8223F
8223が尼崎港に設けられた被災車両仮置き場に搬出後現地で解体、2月9日付で廃車。他の5両は大阪市西淀川区の仮設の被災車両置き場搬出後、8124・8024が3月31日付で、8224が7月6日付で廃車。8023・8123は9月21日復旧。代替新車の8523を組み込んで3両ユニットを組み、神戸方に8102 - 8002 - 8502を組み込んで新8523Fを組成。
8225F
尼崎車庫に収容、4月13日付で復旧。
8231F
尼崎車庫に収容、8132 - 8032 - 8232が5月23日付で、8231 - 8031 - 8131が6月5日付で復旧。
8235F
8036・8236は被災場所が狭隘で搬出不能のため現地で解体、残り4両は尼崎車庫に収容。8235・8035・8135が1996年1月23日付で、8136が1月30日付で復旧。8136に代替新車の8336 - 8536を組み込んで新8235Fを組成。
8239F
尼崎車庫に収容、8140 - 8040 - 8240が4月12日付で、8239 - 8039 - 8139は5月13日付で復旧。
上記のように8000系には8201・8213・8217・8221・8223・8235Fの6本から合計15両の廃車が発生した。

### 震災復旧車
廃車となった車両の部品を最大限活用し、8523・8336・8536の3両が代替新造された。車両番号は「種車の車両番号+300」が付与されており、形態もそれに準じている。
8523はタイプIII、8336・8536はタイプIVの車体を持ち、被災廃車された車両から取り外した座席や機器のうち使えるものを再利用している。その一方で製造銘板はエッチングプレートとなり、禁煙表示などがピクトグラム化されたほか、8336には8041以降と同様に車椅子スペースが設けられている。
8201Fは8201・8102・8002の3両が残ったが、大阪（梅田）方先頭車であった8201の神戸（元町）向きへの方向転換と8502への改番を行い、8102-8002-8502の3両ユニットで復旧した。8502は奇数車から偶数車となったため、床下機器を他の神戸方先頭車と同配置にする大掛かりな改造が行われている。先述のとおり、この編成の梅田方先頭車8523はタイプIIIの車体で新造されているので、8523Fは梅田方の3両と元町方の3両で形態が大きく異なる結果となった。

### 編成替えと復旧状況
他形式とは異なり6両全車が廃車となった編成はなかったが、編成によって残った車種がバラバラであったため、下表のとおり正常な編成とするためにこれら同士を組み合わせ、不足分は追加新造で賄われることとなった。1996年初めには、8336と8536の代替新造に伴って最後まで残っていた8235Fの復旧が完了、震災後に登場した8249Fを含めると、当初製造が予定されていた6両編成×21本の合計126両から2本12両減となり、6両編成×19本114両の在籍数となっている。
残存車と代替新造車は、以下のように組成された。色分けは元の編成に対応しており、白文字はタイプIIを、白地は新造された車両を表す。
| ← 梅田元町 → |              |             |             |              |              |
| クハ Tc 8201 | モハ M' 8001 | モハ M 8101 | モハ M 8101 | モハ M' 8001 | クハ Tc 8201 |
| 8523         | 8023         | 8123        | 8102        | 8002         | 8502         |
| 8213         | 8013         | 8117        | 8118        | 8018         | 8218         |
| 8221         | 8021         | 8121        | 8122        | 8022         | 8214         |
| 8235         | 8035         | 8135        | 8136        | 8336         | 8536         |

## 改造工事
本項ではリニューアル以外の主な改造工事を記す。

### 8201編成へのスカート設置
8201Fは当初はスカートを装備していなかったが、1994年に取り付けられた。

### 電気笛設置
警笛類は製造当初は空気笛のみだったが、1995年から1996年にかけて電気笛が装備された。警笛ペダルを軽く踏むと電気笛のみが、強く踏むと通常の空気笛が同時に鳴る方式である。

### 直通特急対応改造
1998年2月15日のダイヤ改正では山陽姫路駅まで乗り入れる直通特急の運転が開始された。本系列は9000系とともにホーム有効長が短い大塩駅ドアカット機能の追加等の改造が施工された。緊急時の山陽車との連結に備え、元町方先頭車に阪神車のバンドン式連結器と山陽車の密着自動連結器を連結するためのアダプタが設置されている。

### 連結器交換
2006年以降、2009年3月20日に開始された近畿日本鉄道（近鉄）との直通準備として、連結器を阪神独特のバンドン式密着連結器から、近鉄が採用している一般的な廻り子式密着連結器に換装された。なお、これに伴い連結器高さを変更したためスカートの連結器上部部分のパーツを取り外し（撤去）、車体裾の一部を切り欠いている。交換当初はスカートの中央部分撤去のみで車体裾の切り欠きがない車両もあったが、後に切り欠きが付けられた。

### その他の改造
1997年以降、乗務員室次位の客室窓の固定化とドアエンジンの2シリンダから1シリンダへの変更が行われ、1999年に完了している。
2016年より前照灯のLED化が進められており、初期は二灯式、後期は多灯式が採用された。8502も2017年に多灯式のLEDに更新されている。

## リニューアル工事

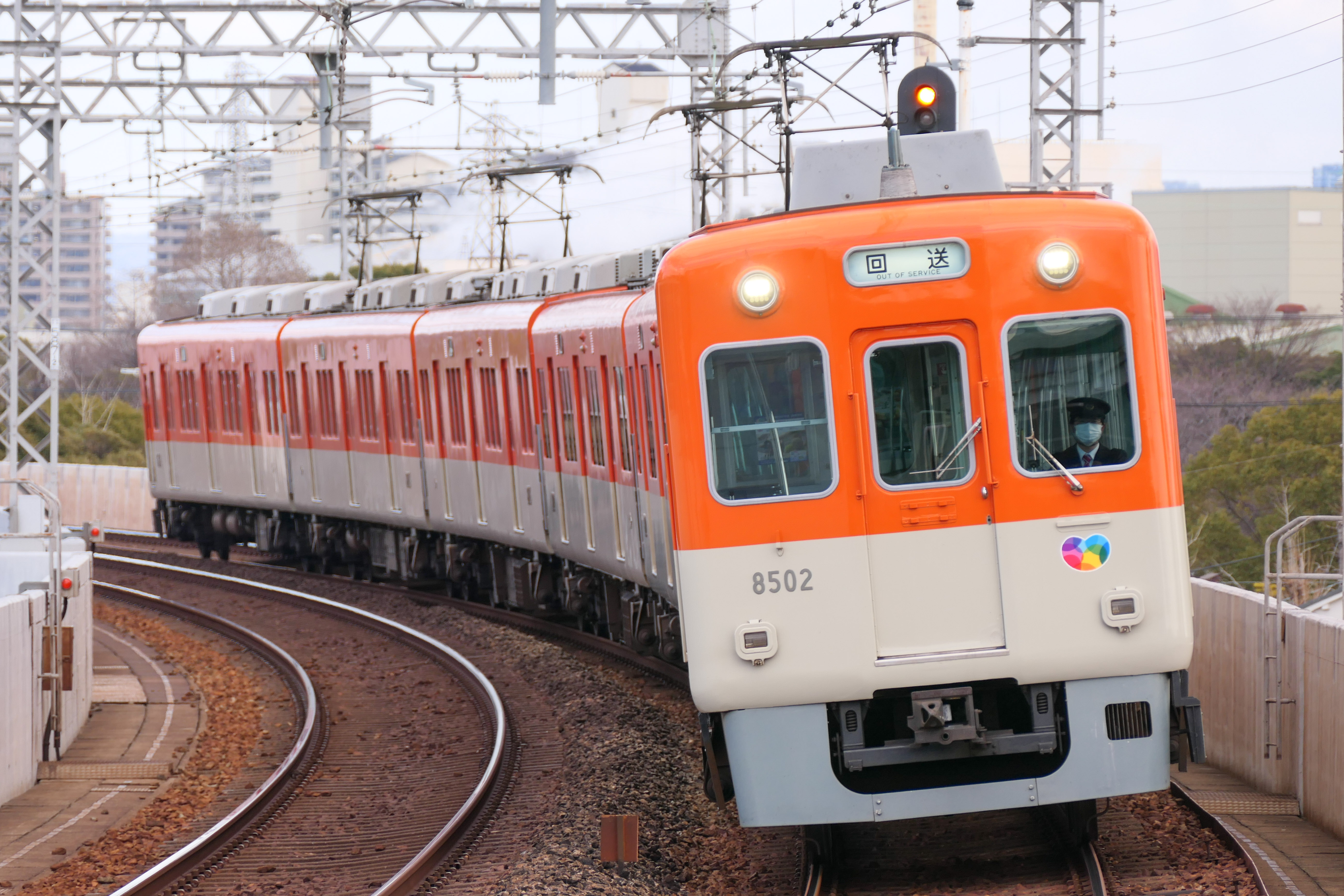
（タイプI）8523F・8502号車
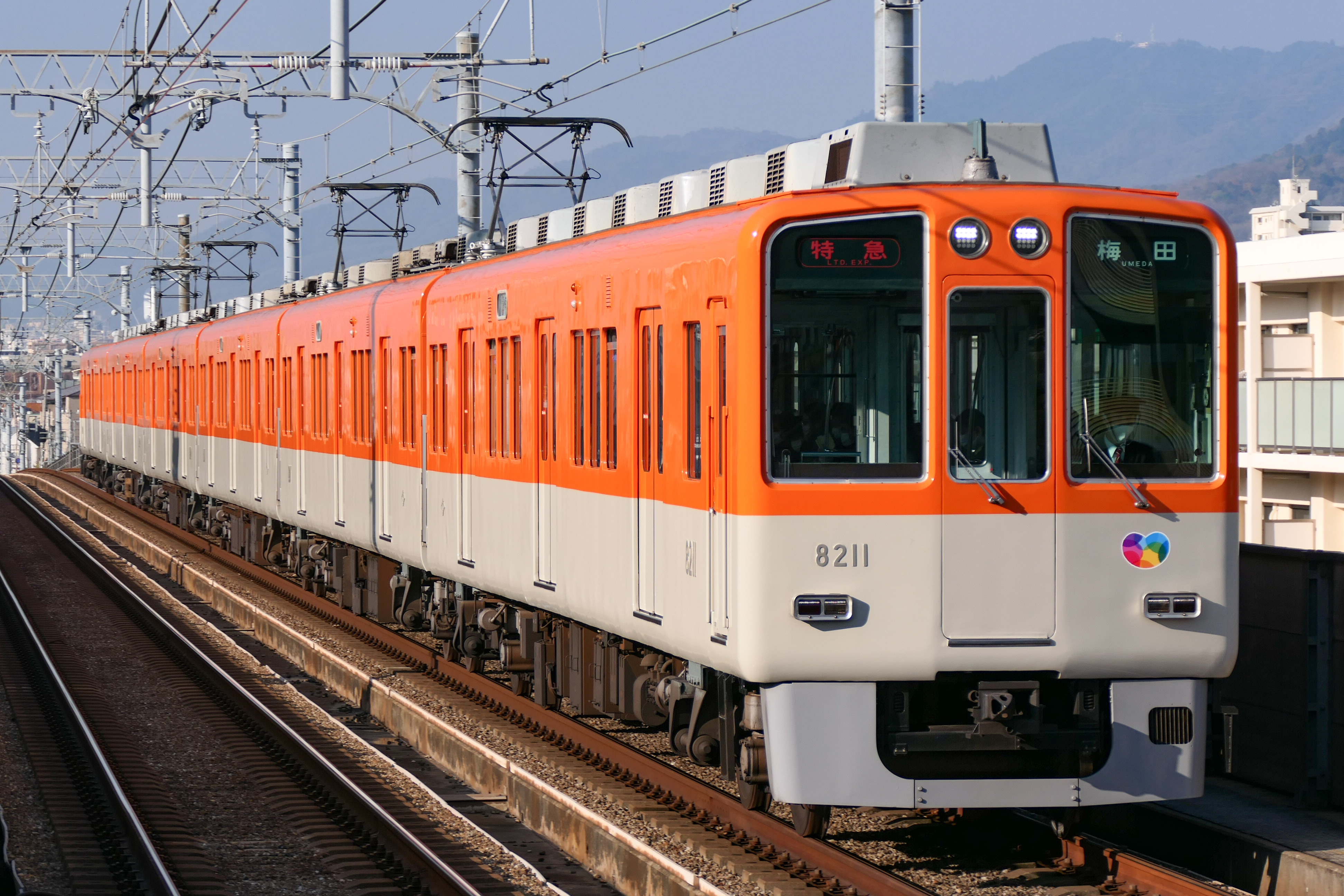
（タイプII）8211F 更新初期の車両は塗分け線の位置が高い。
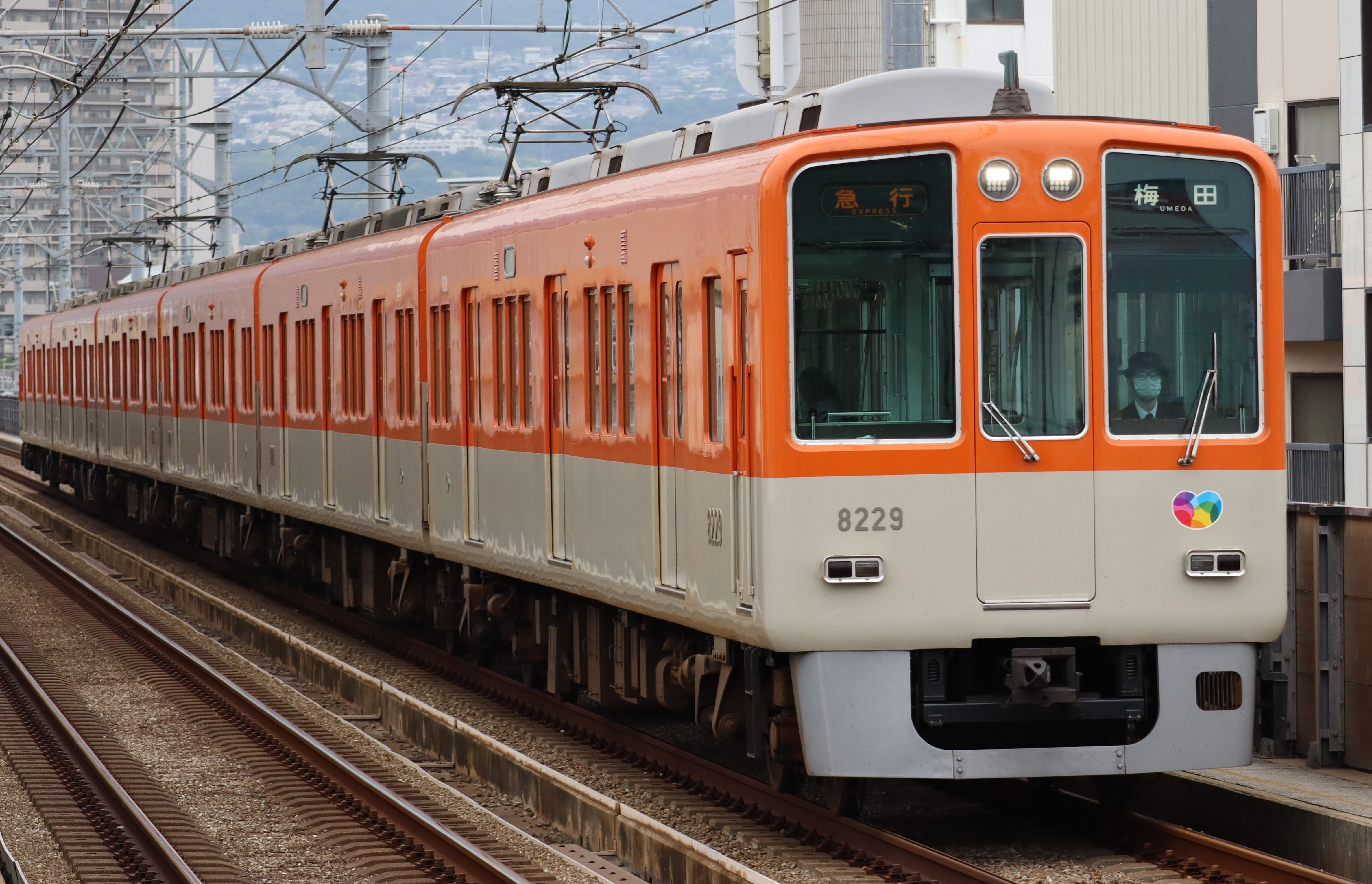
（タイプⅢ）8229F
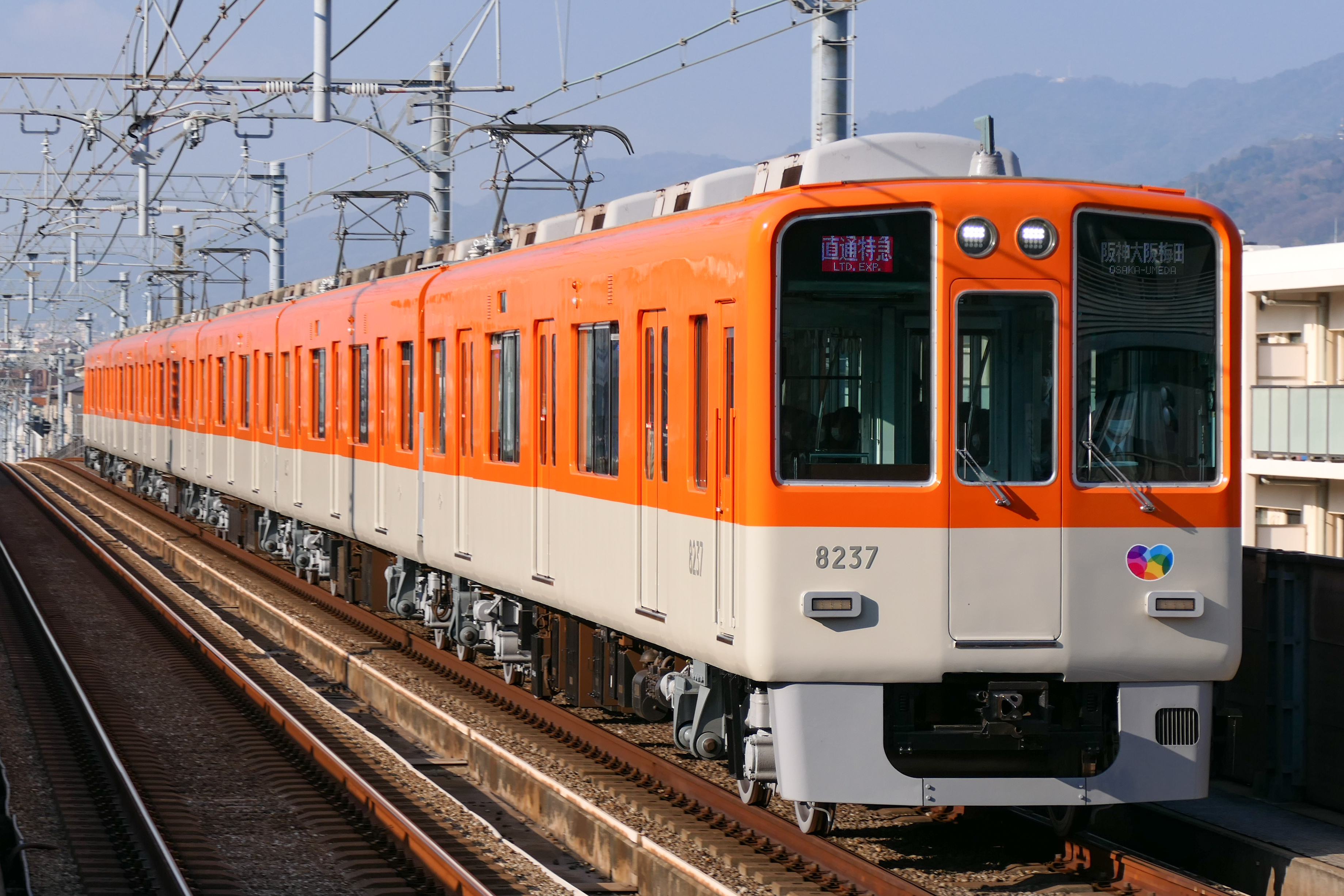
（タイプIV）8237F 行先表示器と標識灯がLEDに変更された。

第1編成の製造から20年近く経過したことから、2002年からリニューアル工事を実施することになった。電子部品と客室内装の更新、バリアフリー設備の設置、中間車4両への転換式クロスシートの設置が行われ、塗装は9300系と同様に上部にオレンジ（プレストオレンジ）、下部に白（シルキーベージュ）を配した塗り分けとなった。

### 改造内容
中間車は9300系に倣い、扉間をクロスシート、車端部をロングシートとするセミクロスシート車となった。クロスシートは扉間の座席を変更したが、客室幅が9300系より狭い2,520mmのため（9300系は2,550mm）、この部分の側面窓が固定窓となり、クロスシート部の通路幅を確保した。窓の換気用の開口面積が不足するため、妻面窓の1箇所が開閉式に変更されている（タイプIの8102を除く）。クロスシート車が9300系と同様に中間車4両のみとなったのは、阪神のターミナル駅である梅田・三宮の両駅で改札口がホーム端部にあり、混雑度が編成両端車両では高く、中間車はそれより低いためである。
側引戸のガラスには、複層ガラスが採用された。内装も天井の化粧板がつや消し仕上げになり、座席モケットが濃いオレンジ色に張り替えられ、乗務員室背後の客室仕切り窓の遮光幕は横引きカーテンから電動の自動昇降式に変更された。
中間電動車4両は神戸方海寄りの5人掛けロングシートを3人掛けとして、車いすスペースが新設された。中間電動車2両の神戸方出入口は、車椅子の乗降を考慮して出入部の敷居に傾斜が設けられた。また、出入口付近にはドア開閉予告ブザー、文字表示による小型の車内案内表示装置が設けられた。転落防止幌は、リニューアル当初の8211Fは段違いタイプを設置したが、以降の編成は板状タイプが設置され、8211Fでも後にこのタイプに変更されている。
運転保安度の低下防止を図り、制御装置・ブレーキ装置の電子部品の更新も実施された。各装置本体の交換は行われていない。

### 編成別の施工状況
リニューアル第1号となった8211Fは2002年4月9日に竣工、4月11日に営業運転を開始した。直通特急は山陽電鉄より乗り入れる5000系・5030系がクロスシート車であり、当時の阪神電鉄のクロスシート車は9300系のみであったが、8000系のリニューアルにより直通特急のクロスシート化が進むこととなった。2003年には8219Fがリニューアル改造を受けた。
2004年にはリニューアル第3号となった8221Fに施工されたが、混雑緩和対策のため中間車のクロスシートへの改造は3・4号車（8101形）のみに縮小され、クロスシート部分にも吊り手が増設された。この仕様は以降のリニューアル車に継承され、同年には8215Fに施工されたのに続き、2005年に8213Fが、2006年には8225Fがそれぞれ施工されている。また、タイプIV8233F以降と同様に、先頭車の前面貫通扉にワイパーが装着され、塗り分け線も少し低い位置になった。8221Fについては、8221のみ車内側の化粧板を貼り替えただけに留まっており、外見でも窓の形状が異なるほか、窓周りに銀色のふちが目立っており異彩を放っていたが、後の定期検査で他5両と同様の扉に変更された。車内の袖仕切りも8211F・8219Fで採用されたポールと仕切り板の組み合わせからポールのみのタイプに変更されている。
2007年5月（4月竣功）には8523Fがリニューアルを受け、タイプIの3両も含めて直通特急対応改造がなされ、8000系は全編成が直通特急対応となった。ただし、8523Fは山陽電気鉄道側で車両限界に抵触することから、2020年1月31日まで須磨浦公園以西には入線していなかった。8502は化粧板を客室のみ白系とし、乗務員室は緑系のままとされ、乗務員室の仕切り窓の形状が運転席後ろと仕切り扉のみタイプII以降と同様になり、助手席側の窓は変更されていない。また、仕切り扉の幅は縮小され、中央よりも若干助手席側にずれて配置されている。妻面の貫通扉の窓は、タイプⅠのみ窓が小さいタイプで、タイプII以降は大きいタイプになっているが、リニューアル後も窓の大きさは変わらず、化粧板の変更のみとなっている。
8523F以降は1000系の増備、9000系の近鉄直通対応工事などにより8000系のリニューアルは中断していたが、2009年10月に8229Fが、2011年3月に8227Fが、同年9月に8231Fがそれぞれ施工された。8231F以降は当時の新造車である1000系に準じた工事内容となり、前面・側面の行先表示器がフルカラーLED式になったほか、扉開閉予告灯と盲導鈴も設置、前面の標識灯・尾灯がLEDの1灯タイプに変更されている。これにより、タイプI〜IIIまでの10編成はすべてリニューアルを終えた。
2012年4月、8233FがタイプIVの編成で初めてリニューアル工事を受けた。外観・装備の変更点は8231Fと同様ながら、全車がロングシートのままで、座席のクロスシート化は行われていない。リニューアルに伴い、LED車内案内表示器が新品に交換され、やや表示部が小さくなっている。8233Fに次いで同年10月に8235Fが、2013年4月に8237Fが、同年9月に8243Fが、それぞれリニューアル工事を受けて運用に復帰しているが、8233F同様に全車ロングシートのままとされている。
2014年3月にリニューアルを受けた8245Fからは、補助電源のSIVがGTOからIGBTの新品に交換されている。また、同年9月に8247Fが、2015年5月に8249Fが、同年7月に8241Fが同じ内容でリニューアルを受けた。2015年3月に8241Fが入場し、同年4月時点で8239Fが最後の原色車かつ車椅子スペース未搭載編成となったが、この8239Fも同年5月に入場・リニューアルされ10月に運用復帰した。
8239Fの出場により、8000系のリニューアルが完了するとともに、急行系車両伝統の「赤胴車」塗装は武庫川線を除いて（この時点では）消滅し、またこれによって阪神が所有する編成単位の車椅子スペース設置率100%が達成された。なお、阪神は2025年3月末をもって8000系を除く保有する全営業車両240両に防犯カメラを設置したと発表したが、8000系については近年中に新型車両に置き換えられる予定であるため設置対象外とされた。

## 運用
先に登場した8201Fのうち、1984年2月18日に登場した8201 - 8001 - 8101 - 8202の4両が同年3月14日から試運転を開始、その後3月6日に竣工した8102 - 8002を組み込んで試運転を続け、同年4月末から特急や快速急行をはじめとした阪神本線の最優等列車を中心に営業運転を開始した。1985年からはタイプIIが3561・3061形の代替として投入され、3567 - 3568の2連×1本を除く全編成の代替を完了したのに続き、1986年には当時阪神唯一の両運転台車であった3301形の置き換えも完了した。
タイプIIが営業運転を開始した1985年は、阪神タイガースの21年ぶりのセ・リーグ優勝および2リーグ分裂後初の日本シリーズ制覇と重なったことから、阪神甲子園球場への観客輸送にも充当され、当時の主力選手ともども阪神の「顔」としてPRされた。引き続いてタイプIIIが毎年2 - 3本増備されて1989年までに3501形と3567 - 3568の置き換えを完了、同年からは7601形と7801形1次車の置き換えが開始され、7601形は1991年に全廃となった。
初期高性能車の置き換えとともに増備された8000系は、1990年代初めには廃車と2000系への改造で数を減らした7801形を抜いて阪神に在籍する車両の中では最大両数を数えるようになり、阪神本線の優等列車運用がすべて6両編成化されたことから、運用も特急から準急まで幅広く使われるようになった。
1991年以降は7801形1次車の置き換えが進められ、1995年3月に8249Fが登場した時点で7801形1次車の置き換えを完了する予定であった。1995年3月のダイヤ改正で特急・快速急行を全て8000系として1分程度のスピードアップを図る計画であったが、1月に発生した阪神・淡路大震災により計画は頓挫した。
1998年には直通特急の運転が開始され、従来は須磨浦公園駅までであった山陽電鉄への乗り入れ区間は山陽姫路駅まで拡大した。なお、運転台仕様の異なる8502を含む8523Fは直通特急運用の対象外となった。
8000系のリニューアルの進捗により、8239編成が8000系最後の「赤胴車」となっていたが、2015年5月19日の須磨浦公園駅12時19分発阪神梅田行き特急列車をもって「赤胴車」塗装での営業運転を終了し、本線運用の赤胴車は消滅した。
8523Fはリニューアル後も8000系で唯一直通特急の運用には入らず、事故時や異例時の代走に入った際も車両交換で他編成に差し替えられていた。その後も東二見駅までの入線実績があったが、2018年4月9日に山陽姫路駅へ入線する試運転を実施した。8523Fは大塩駅の信号機移設などによって直通特急への充当が可能となり、2020年2月1日より直通特急の運用に入っている。

## ラッピングトレイン
2013年11月18日から12月20日まで、8241Fが「沖縄ジャックトレイン」として運行されていた。当初は12月15日までの予定だったが、運用の都合で20日まで運行された。
2022年8月1日より2024年12月ごろまで、8219Fが「阪神甲子園球場100周年記念ラッピングトレイン」として運行された。
2023年11月6日から2024年1月31日まで、阪神タイガースが日本一になったのに伴い8211Fが「阪神タイガース日本一記念ラッピング車」として運行された。
2025年3月5日から同年12月中旬頃まで、阪神タイガースが球団創設90周年を迎えたのを記念して8211Fが「阪神タイガース球団創設90周年ラッピングトレイン」として運行されている。

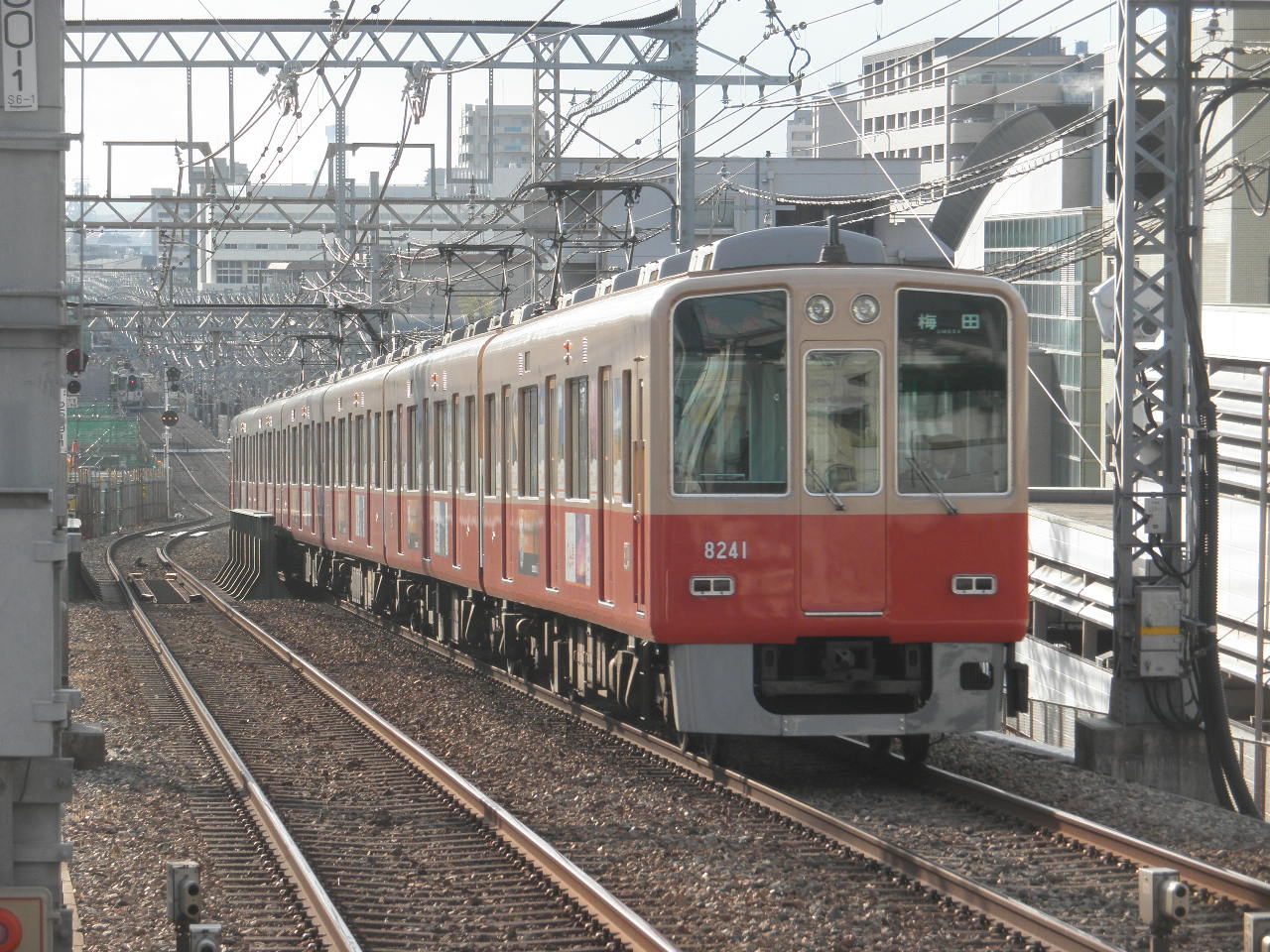
沖縄ジャックトレイン（2013年）
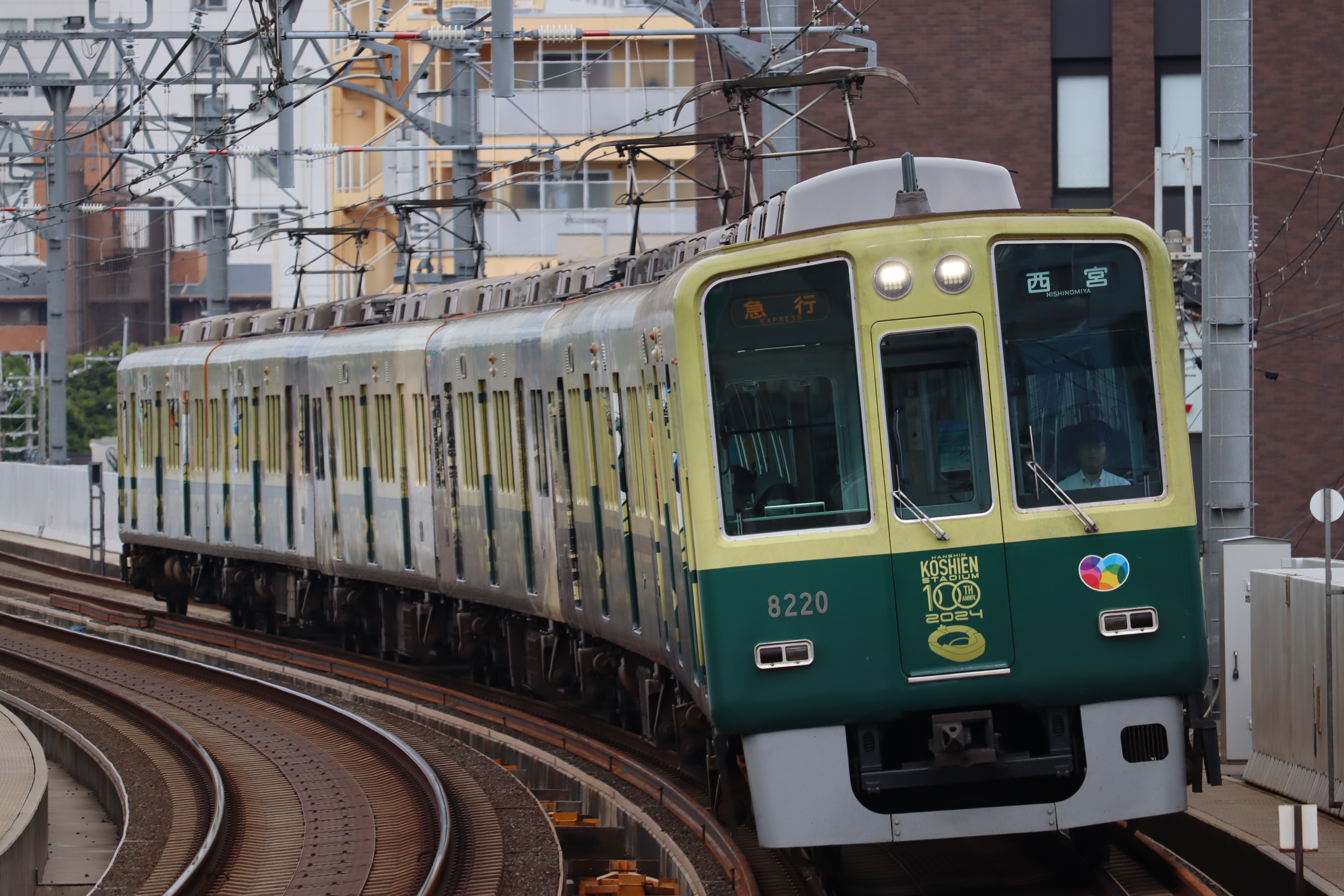
阪神甲子園球場100周年記念ラッピングトレイン（2023年）
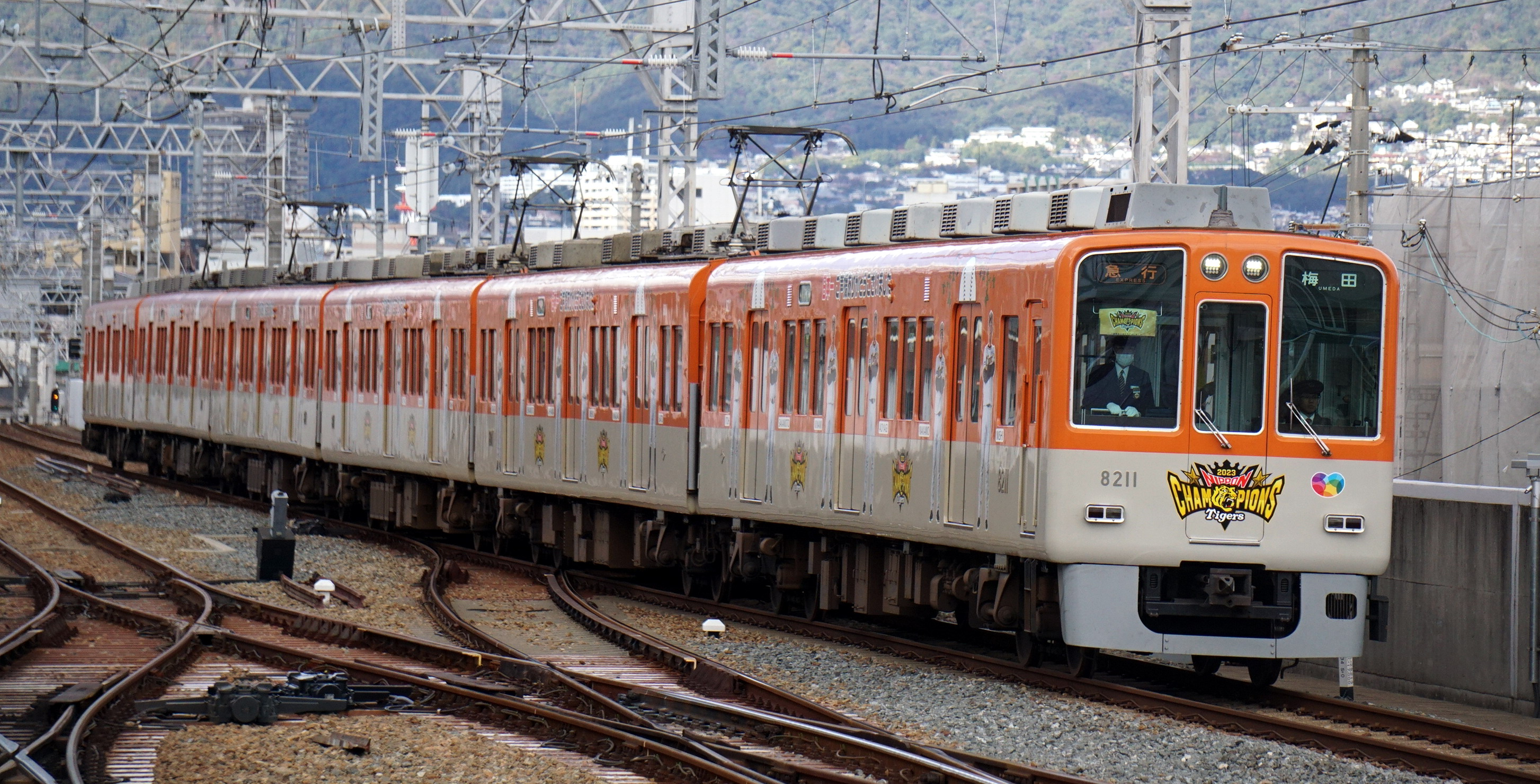
阪神タイガース日本一記念ラッピング車（8211F）

## 編成

### 竣工時
| ← 大阪梅田神戸三宮・須磨浦公園駅 → | ← 大阪梅田神戸三宮・須磨浦公園駅 → | ← 大阪梅田神戸三宮・須磨浦公園駅 → | ← 大阪梅田神戸三宮・須磨浦公園駅 → | ← 大阪梅田神戸三宮・須磨浦公園駅 → | ← 大阪梅田神戸三宮・須磨浦公園駅 → | タイプ   | 竣工           | 震災による廃車                                                  |
| クハ Tc1                           | モハ M'                            | モハ M                             | モハ M                             | モハ M'                            | クハ Tc2                           | タイプ   | 竣工           | 震災による廃車                                                  |
| 8201                               | 8001                               | 8101                               | 8102                               | 8002                               | 8202                               | I        | 1984年3月6日   | 8202：1995年3月31日 8001・8101：1995年7月6日                    |
| クハ Tc1                           | モハ M'                            | モハ M                             | モハ M                             | モハ M'                            | クハ Tc2                           | タイプ   | 竣工           | 震災による廃車                                                  |
| 8211                               | 8011                               | 8111                               | 8112                               | 8012                               | 8212                               | II       | 1985年3月28日  |                                                                 |
| 8213                               | 8013                               | 8113                               | 8114                               | 8014                               | 8214                               | II       | 1985年12月21日 | 8113・8014：1995年3月31日 8114：1995年7月6日                    |
| 8215                               | 8015                               | 8115                               | 8116                               | 8016                               | 8216                               | II       | 1986年5月13日  |                                                                 |
| クハ Tc1                           | モハ M'                            | モハ M                             | モハ M                             | モハ M'                            | クハ Tc2                           | タイプ   | 竣工           | 震災による廃車                                                  |
| 8217                               | 8017                               | 8117                               | 8118                               | 8018                               | 8218                               | III      | 1986年12月17日 | 8217・8017：1995年3月31日                                       |
| 8219                               | 8019                               | 8119                               | 8120                               | 8020                               | 8220                               | III      | 1987年7月2日   |                                                                 |
| 8221                               | 8021                               | 8121                               | 8122                               | 8022                               | 8222                               | III      | 1988年5月18日  | 8222：1995年7月6日                                              |
| 8223                               | 8023                               | 8123                               | 8124                               | 8024                               | 8224                               | III      | 1989年1月25日  | 8223：1995年2月9日 8124・8024：1995年3月31日 8224：1995年7月6日 |
| 8225                               | 8025                               | 8125                               | 8126                               | 8026                               | 8226                               | III      | 1989年5月16日  |                                                                 |
| 8227                               | 8027                               | 8127                               | 8128                               | 8028                               | 8228                               | III      | 1990年1月5日   |                                                                 |
| 8229                               | 8029                               | 8129                               | 8130                               | 8030                               | 8230                               | III      | 1990年5月30日  |                                                                 |
| 8231                               | 8031                               | 8131                               | 8132                               | 8032                               | 8232                               | III      | 1990年12月6日  |                                                                 |
| クハ Tc1                           | モハ M'                            | モハ M                             | モハ M                             | モハ M'                            | クハ Tc2                           | タイプ   | 竣工           | 震災による廃車                                                  |
| 8233                               | 8033                               | 8133                               | 8134                               | 8034                               | 8234                               | IV       | 1991年3月28日  |                                                                 |
| 8235                               | 8035                               | 8135                               | 8136                               | 8036                               | 8236                               | IV       | 1991年9月10日  | 8036・8236                                                      |
| 8237                               | 8037                               | 8137                               | 8138                               | 8038                               | 8238                               | IV       | 1992年1月30日  |                                                                 |
| 8239                               | 8039                               | 8139                               | 8140                               | 8040                               | 8240                               | IV       | 1992年6月17日  |                                                                 |
| 8241                               | 8041                               | 8141                               | 8142                               | 8042                               | 8242                               | IV       | 1993年2月22日  |                                                                 |
| 8243                               | 8043                               | 8143                               | 8144                               | 8044                               | 8244                               | IV       | 1993年11月24日 |                                                                 |
| 8245                               | 8045                               | 8145                               | 8146                               | 8046                               | 8246                               | IV       | 1994年4月1日   |                                                                 |
| 8247                               | 8047                               | 8147                               | 8148                               | 8048                               | 8248                               | IV       | 1994年10月1日  |                                                                 |
| 8249                               | 8049                               | 8149                               | 8150                               | 8050                               | 8250                               | IV       | 1995年3月9日   |                                                                 |
| クハ Tc1                           | モハ M'                            | モハ M                             | モハ M                             | モハ M'                            | クハ Tc2                           | タイプ   | 竣工           |                                                                 |
| 8523                               |                                    |                                    |                                    |                                    |                                    | 代替新造 | 1995年9月21日  |                                                                 |
|                                    |                                    |                                    |                                    | 8336                               | 8536                               | 代替新造 | 1996年1月30日  |                                                                 |

### 震災復旧後
2016年4月1日時点での編成表を記す。全車両がリニューアル済みで、全編成で前照灯がLED化されている。表中の色分けは震災後に組み替えられたもので、色ごとで元の編成に対応している。詳しくは#編成替えと復旧状況を参照。
| ← 大阪梅田神戸三宮・山陽姫路 → | ← 大阪梅田神戸三宮・山陽姫路 → | ← 大阪梅田神戸三宮・山陽姫路 → | ← 大阪梅田神戸三宮・山陽姫路 → | ← 大阪梅田神戸三宮・山陽姫路 → | ← 大阪梅田神戸三宮・山陽姫路 → | リニューアル   | 座席             | 注釈                           |
| クハ Tc1                       | モハ M'                        | モハ M                         | モハ M                         | モハ M'                        | クハ Tc2                       | リニューアル   | 座席             | 注釈                           |
| 8211                           | 8011                           | 8111                           | 8112                           | 8012                           | 8212                           | 2002年3月12日  | クロスシート4両  |                                |
| 8213                           | 8013                           | 8117                           | 8118                           | 8018                           | 8218                           | 2005年4月19日  | クロスシート2両  |                                |
| 8215                           | 8015                           | 8115                           | 8116                           | 8016                           | 8216                           | 2004年10月6日  | クロスシート2両  |                                |
| 8219                           | 8019                           | 8119                           | 8120                           | 8020                           | 8220                           | 2003年3月28日  | クロスシート4両  |                                |
| 8221                           | 8021                           | 8121                           | 8122                           | 8022                           | 8214                           | 2004年3月17日  | クロスシート2両  |                                |
| 8523                           | 8023                           | 8123                           | 8102                           | 8002                           | 8502                           | 2007年4月16日  | クロスシート2両  | 8523は震災後の代替新造車       |
| 8225                           | 8025                           | 8125                           | 8126                           | 8026                           | 8226                           | 2006年4月18日  | クロスシート2両  |                                |
| 8227                           | 8027                           | 8127                           | 8128                           | 8028                           | 8228                           | 2011年3月28日  | クロスシート2両  |                                |
| 8229                           | 8029                           | 8129                           | 8130                           | 8030                           | 8230                           | 2009年10月29日 | クロスシート2両  |                                |
| 8231                           | 8031                           | 8131                           | 8132                           | 8032                           | 8232                           | 2011年9月26日  | クロスシート2両  |                                |
| 8233                           | 8033                           | 8133                           | 8134                           | 8034                           | 8234                           | 2012年3月23日  | 全車ロングシート |                                |
| 8235                           | 8035                           | 8135                           | 8136                           | 8336                           | 8536                           | 2012年9月28日  | 全車ロングシート | 8536・8336は震災後の代替新造車 |
| 8237                           | 8037                           | 8137                           | 8138                           | 8038                           | 8238                           | 2013年4月9日   | 全車ロングシート |                                |
| 8239                           | 8039                           | 8139                           | 8140                           | 8040                           | 8240                           | 2015年9月28日  | 全車ロングシート |                                |
| 8241                           | 8041                           | 8141                           | 8142                           | 8042                           | 8242                           | 2015年7月10日  | 全車ロングシート |                                |
| 8243                           | 8043                           | 8143                           | 8144                           | 8044                           | 8244                           | 2013年9月24日  | 全車ロングシート |                                |
| 8245                           | 8045                           | 8145                           | 8146                           | 8046                           | 8246                           | 2014年3月31日  | 全車ロングシート |                                |
| 8247                           | 8047                           | 8147                           | 8148                           | 8048                           | 8248                           | 2014年9月2日   | 全車ロングシート |                                |
| 8249                           | 8049                           | 8149                           | 8150                           | 8050                           | 8250                           | 2015年4月28日  | 全車ロングシート |                                |

## 赤胴車塗装化
阪神本線開業120周年記念事業の一環として、2025年5月19日に出場した8215Fを皮切りに、現存する8000系全19編成が3~4年かけて、登場時の赤胴車塗装へと順次変更される。

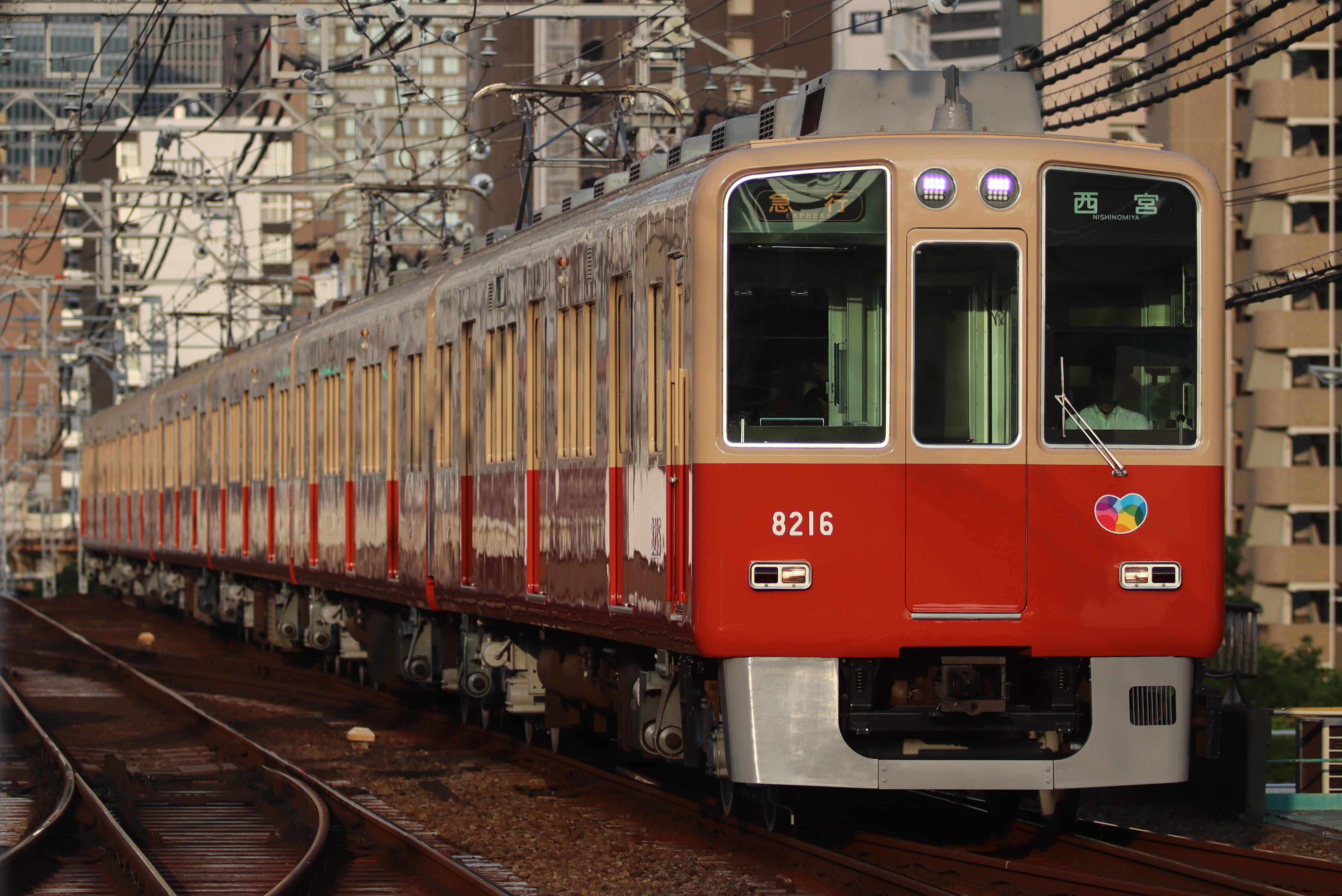
赤胴車塗装化され運用される 8215F

### 塗装変更順
| 施行年月日（施行後初試運転日） | 施行編成 |
| ------------------------------ | -------- |
| 2025年5月19日                  | 8215F    |
| 2025年6月11日                  | 8239F    |